# Imre Sándor (nyelvész)
Imre Sándor (Hegyközpályi, 1820. augusztus 6. – Hódmezővásárhely, 1900. december 21.) nyelvész, irodalomtörténész, folklorista. Főként magyar nyelvtörténeti kutatásai jelentősek. 1858-tól a Magyar Tudományos Akadémia levelező, 1879-től rendes tagja, 1878-tól a Kisfaludy Társaság rendes tagja volt.

## Családja
Imre József református lelkész és Váczy Zsuzsánna fia. Imre József (1851–1933) orvos, szemész és Imre Lajos (1858–1923) irodalomtörténész apja és ifj. Imre Sándor (1877−1945) neveléstudós, művelődéspolitikus, egyetemi tanár és Imre József (1884–1945) orvos, szemész nagyapja.

## Élete
Apja, aki németországi utazásai és egyetemi tanulmányai révén széleskörű ismeretekkel bírt, fiát korán megismertette a német és francia nyelvvel, a kor eszméivel. 1832–1834-ben a nagyváradi református gimnáziumba járt, majd 1834–1840-ben a debreceni református kollégiumban tanult bölcseletet, jogot és teológiát. Ez utóbbi helyen kötött barátságot osztálytársával, Arany Jánossal. A kollégium elvégzése után, 1840–1843-ban Mezőkeresztesen egy nyugalmazott tüzértiszttől olaszul tanult. 1843–1847-ben a hódmezővásárhelyi gimnáziumban tanított mondattant és retorikát. Egészsége meggyengült, 1847–1848-ban Gyomán segédlelkészként dolgozott, majd Pesten Kossuth Pesti Hírlapjának szerkesztésében vett részt. 1849-ben visszatért Hódmezővásárhelyre, és 1860-ig a helyi gimnázium igazgatójaként tevékenykedett. Itt érte 1850-ben az osztrák kormány újabb iskolarendezése, melynek megvalósítási módját és németesítő irányát ellenezte, tudományos és tanmódbeli előnyeit ugyanakkor felismerte. 1860. április 29-től a debreceni református kollégiumban a felsőbb osztályokban a görög és a latin nyelv, 1862–1872-ben a református teológiai akadémián a magyar nyelvészet és az irodalomtörténet tanára volt. 1862. február 25-től a teológiai kurzus első évében, majd a gimnázium VII. és VIII. osztályában tanított. 1872-ben Trefort Ágoston jóvoltából az akkor alapított Kolozsvári Magyar Királyi Ferenc József Tudományegyetemen kapott kinevezést, itt tanított nyugdíjazásáig, 1886-ig mint a magyar irodalom és nyelvészet nyilvános rendes tanára. 1872–1873-ban a bölcsészettudományi kar dékáni, 1878–1879-ben az egyetem rektori hivatalát viselte. Öt évig volt a középiskolai tanárvizsgáló bizottság elnöke. 1886 tavaszán nyugdíjba vonult, s ezt követően visszatért Hódmezővásárhelyre, ahol haláláig nyelv- és irodalomtörténeti kutatásaival foglalkozott.

## Munkássága
Nyelvészeti kutatásainak homlokterében a régi nyelvemlékekkel, a nyelvújítással és Kazinczy Ferenc szerepével kapcsolatos nyelvtörténeti vizsgálódások álltak. A nyelvújítás és a saját kora teremtette szavakat, kifejezéseket illető kritikáival, írásaival, publicisztikáival a korabeli nyelvművelés egyik jeles alakja volt. Behatóan foglalkozott emellett a magyar nyelvtudomány történetével (Geleji Katona Istvánról és Beregszászi Nagy Pálról könyveket is írt), alaktannal és mondattannal, valamint nyelvjáráskutatással. Irodalomtörténészként fő kutatási területe a középkor költészete, a kódexirodalom volt, művelődés- és nyelvtörténeti kitekintéssel, de jelentősek a népköltészetre irányuló stilisztikai kutatásai is (népdalok, közmondások).
Tudományos eredményei elismeréseként 1858. december 15-én a Magyar Tudományos Akadémia levelező, 1879. május 22-én rendes tagjává választották. 1878. január 30-tól a Kisfaludy Társaság rendes tagjaként vett részt a társaság tevékenységében. 1873-ban a Kolozsvári Tudományegyetem tiszteletbeli doktorává avatták, nyugdíjba vonulásakor a Vaskorona-rend III. osztályú rendjét vehette át.

## Főbb művei

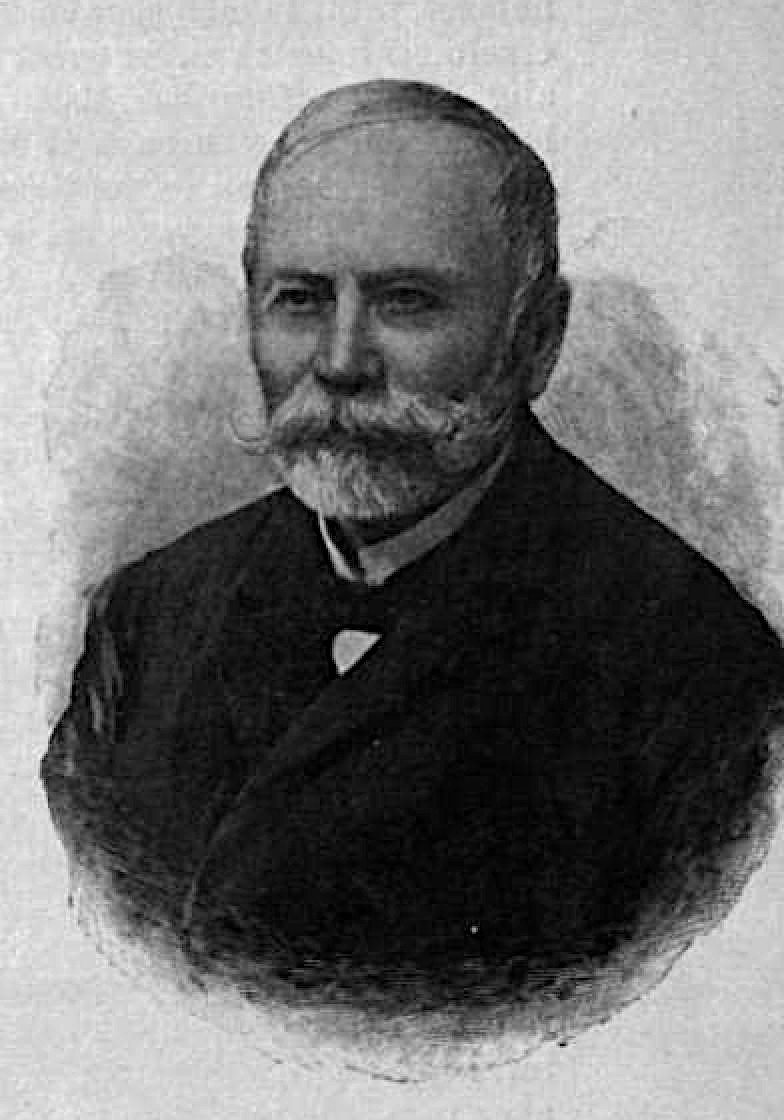
Imre Sándor

- A latin és görög nyelv viszonyáról származás és rokonság tekintetében. Kecskemét: Szilády Nyomda, 1858.
- Magyar mondattan az irály és a verstan rövid vázlatával és útmutatással a magyar nyelv gymnasiumi tanítására. Gymnasiumi alsóbb osztályok számára. Debrecen: Telegdi, 1861.
- A magyar irodalom és nyelv rövid története. Debrecen: Városi Könyvnyomda, 1865.
- Geleji Katona István főleg mint nyelvész, Pest: Eggenberger Ferdinánd. 1869.
- A magyar nyelvújítás óta divatba jött idegen és hibás szólások bírálata. Budapest: Eggenberger Ferdinánd. 1873.
- Rövid magyar nyelvtan középiskolai alsóbb osztályok számára. Debrecen: Városi Nyomda. 1874.
- Nyelvtörténeti tanulságok a nyelvújításra nézve. Budapest: Magyar Tudományos Akadémia. 1876.
- A nevek uk és ük személyragjairól, Budapest: Magyar Tudományos Akadémia. 1879.
- Beregszászi Nagy Pál élete és munkái, Budapest: Magyar Tudományos Akadémia. 1880.
- A protestantizmus és a művészetek, Lugos, 1889. (Különlenyomat a Szabad Egyházból)
- A középkori magyar irodalom stiljáról, Budapest: Franklin-Társulat. 1890.
- A néphumor a magyar irodalomban. Budapest: Franklin-Társulat. 1890.
- A magyar nyelv és nyelvtudomány rövid története. I. köt. Budapest: Hornyánszky. 1891.
- Emlékbeszéd Ballagi Mór rendes tagról. Budapest: Magyar Tudományos Akadémia. 1893.
- Imre Sándor irodalmi tanulmányai. I–II. köt. Budapest: Kisfaludy-Társaság. 1897.
- A népköltészetről és népdalról. Budapest: Franklin-Társulat. 1900.